# Saint-Plancard
Saint-Plancard est une commune française située dans l'ouest du département de la Haute-Garonne, en région Occitanie.
Sur le plan historique et culturel, la commune est dans le pays de Comminges, correspondant à l’ancien comté de Comminges, circonscription de la province de Gascogne située sur les départements actuels du Gers, de la Haute-Garonne, des Hautes-Pyrénées et de l'Ariège. Exposée à un climat océanique altéré, elle est drainée par la Save, le canal de Franquevielle à Cardeilhac, la Saügle et par divers autres petits cours d'eau. La commune possède un patrimoine naturel remarquable composé de deux zones naturelles d'intérêt écologique, faunistique et floristique.
Saint-Plancard est une commune rurale qui compte 395 habitants en 2022, après avoir connu un pic de population de 1 237 habitants en 1836..
Les habitants sont appelés les Saint-Plancardais.
Le patrimoine architectural de la commune comprend un immeuble protégé au titre des monuments historiques : la chapelle Saint-Jean-des-Vignes, classée en 1946.

## Géographie

### Localisation

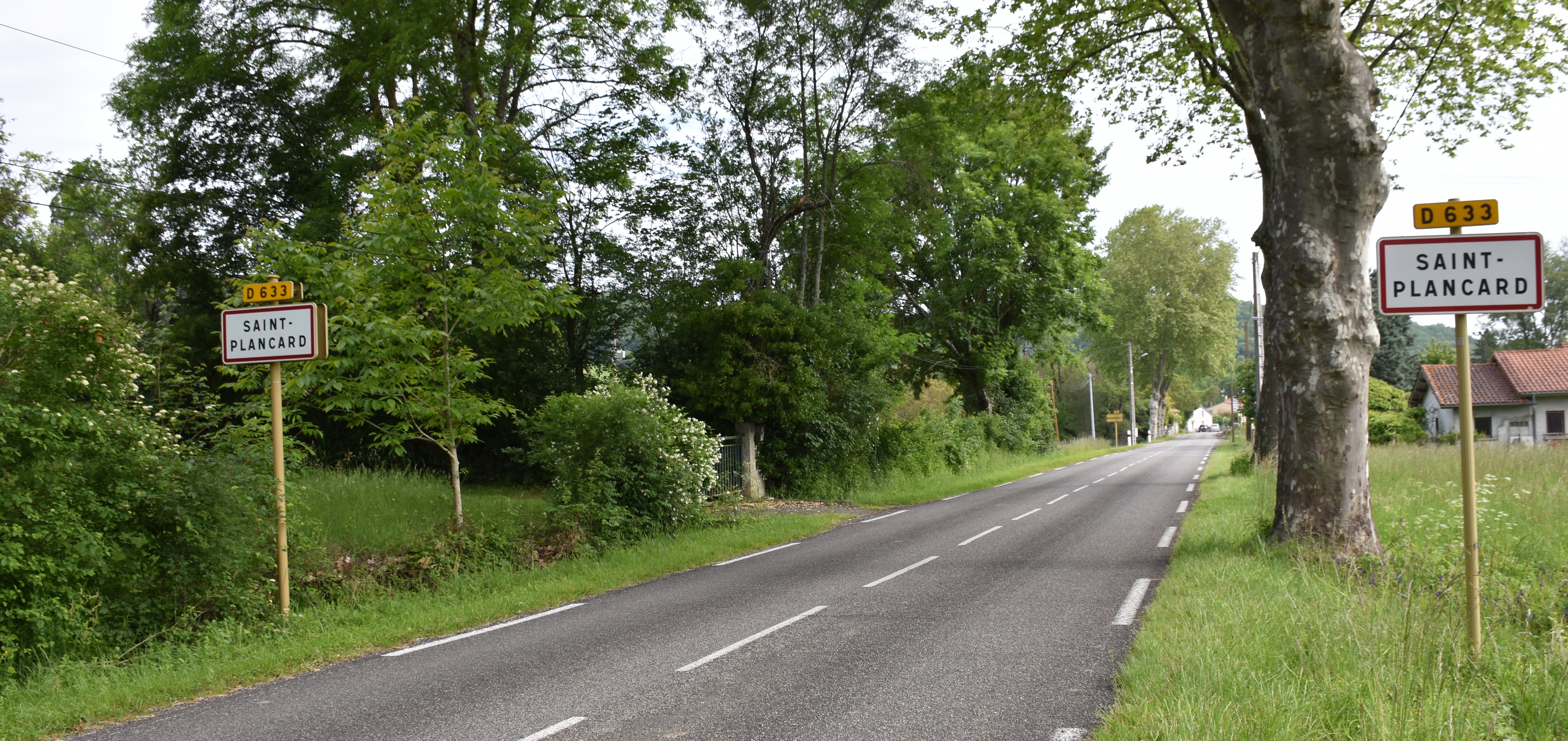
Une entrée de la commune

La commune de Saint-Plancard se trouve dans le département de la Haute-Garonne, en région Occitanie.
Elle se situe à 85 km à vol d'oiseau de Toulouse, préfecture du département, et à 14 km de Saint-Gaudens, sous-préfecture.
Les communes les plus proches sont : 
Sédeilhac (2,4 km), Loudet (2,4 km), Cazaril-Tambourès (2,8 km), Balesta (3,4 km), Larroque (4,0 km), Le Cuing (4,1 km), Boudrac (4,5 km), Franquevielle (5,0 km).
Sur le plan historique et culturel, Saint-Plancard fait partie du pays de Comminges, correspondant à l’ancien comté de Comminges, circonscription de la province de Gascogne située sur les départements actuels du Gers, de la Haute-Garonne, des Hautes-Pyrénées et de l'Ariège.
Les communes limitrophes sont  Cazaril-Tambourès, Larroque, Le Cuing, Loudet, Lécussan, Sédeilhac et Villeneuve-Lécussan.
| Cazaril-Tambourès             |                | Larroque |
| Lécussan, Villeneuve-Lécussan | Saint-Plancard | Le Cuing |
| Sédeilhac                     | Loudet         |          |

### Paysages et relief

Paysages
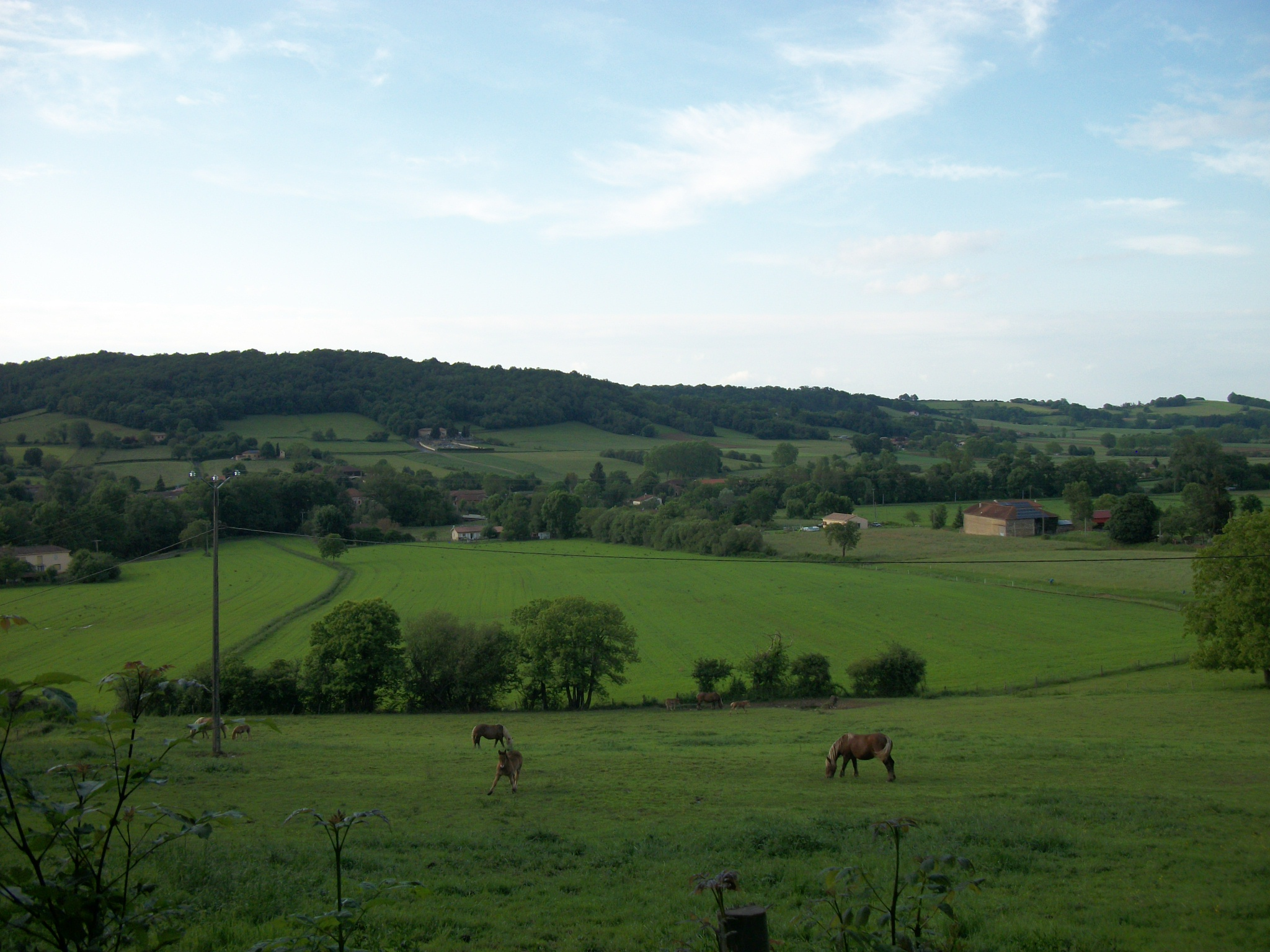
En arrière-plan, on peut apercevoir la chapelle Saint Jean des vignes.
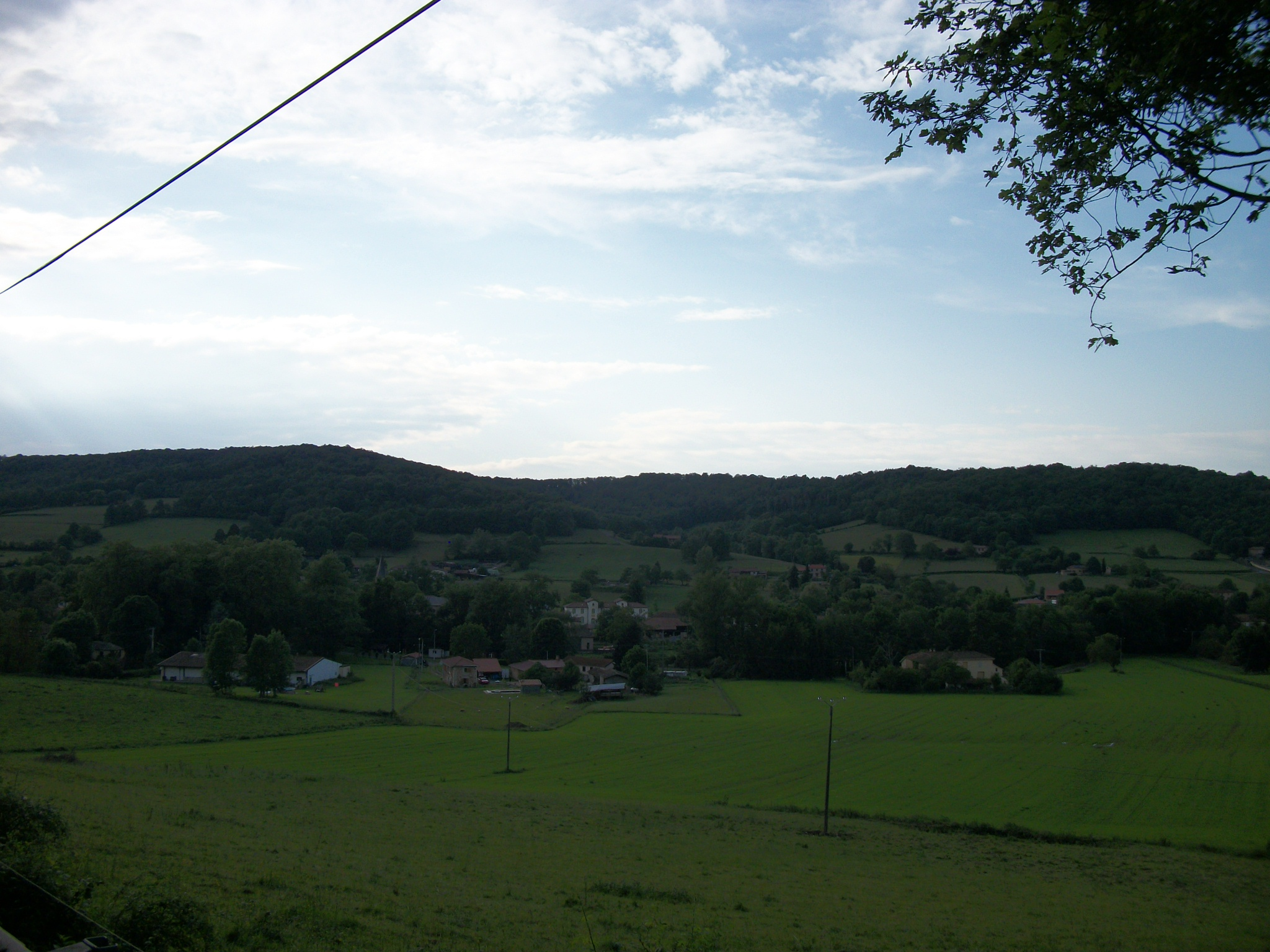
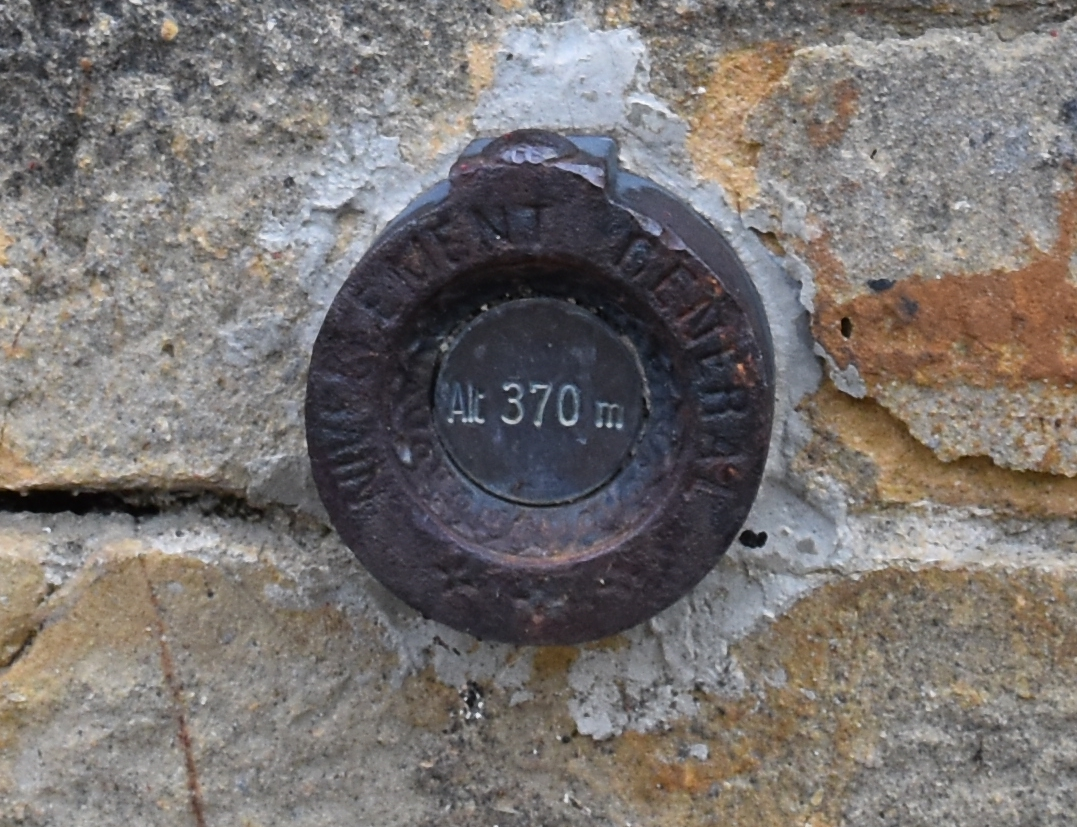
Borne de nivellement sur le mur de l'église - Altitude 370 m.

### Hydrographie
Elle est drainée par la Save, le canal de Franquevielle à Cardeilhac, la Saügle, un bras de la Save, un bras de la Save, le ruisseau de la Cascarre, le ruisseau de l'Hourmagne, le ruisseau d'Entrepugne, le ruisseau des Artigues le ruisseau Préset et par divers petits cours d'eau, constituant un réseau hydrographique de 30 km de longueur totale,.
La Save, d'une longueur totale de 143 km, prend sa source dans la commune de Lannemezan (65) et s'écoule du sud-ouest vers le nord-est. Elle traverse la commune et se jette dans la Garonne à Grenade, après avoir traversé 46 communes.
Le canal de Franquevielle à Cardeilhac, d'une longueur totale de 23,2 km, prend sa source dans la commune de Franquevielle et s'écoule du sud-ouest vers le nord-est. Il traverse la commune et se jette dans la Nère à Cardeilhac, après avoir traversé 7 communes.

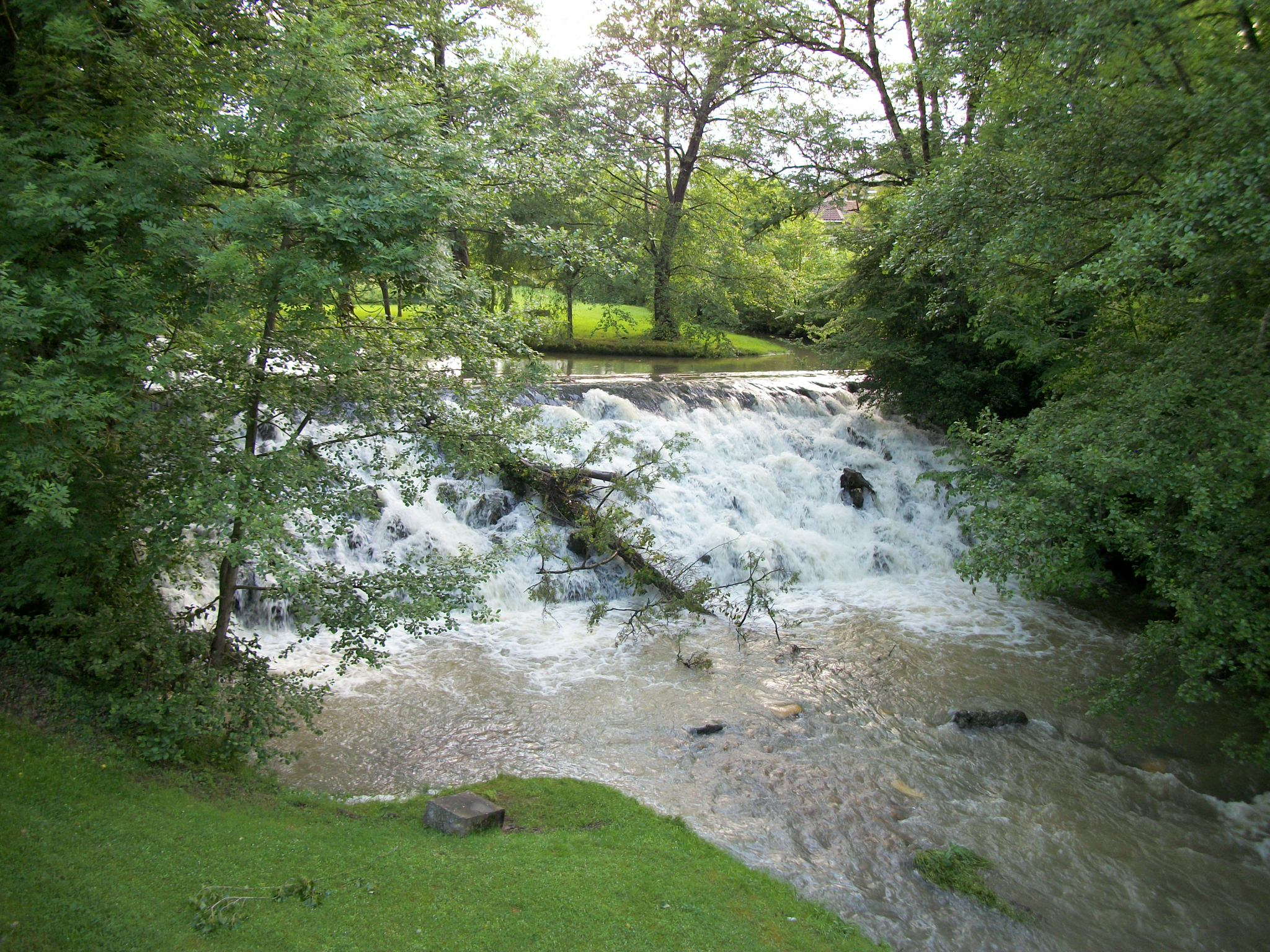
La Save vue depuis le pont près de l'église.
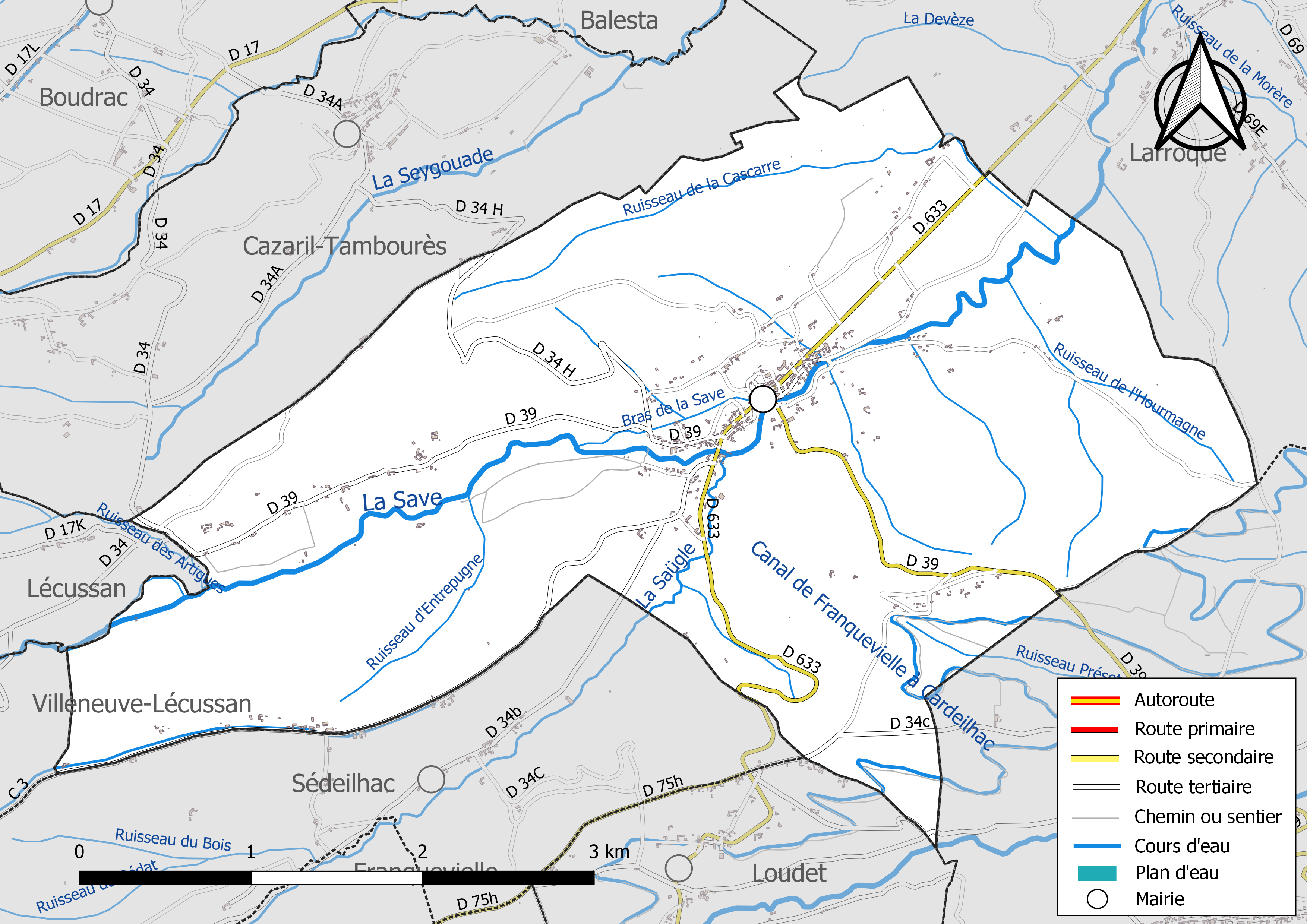
Réseaux hydrographique et routier de Saint-Plancard.

### Climat
Pour des articles plus généraux, voir Climat de l'Occitanie et Climat de la Haute-Garonne.
En 2010, le climat de la commune est de type climat océanique altéré, selon une étude s'appuyant sur une série de données couvrant la période 1971-2000. En 2020, Météo-France publie une typologie des climats de la France métropolitaine dans laquelle la commune est exposée à un climat de montagne ou de marges de montagne et est dans la région climatique Pyrénées centrales, caractérisée par une pluviométrie annuelle de 1 000 à 1 200 mm.
Pour la période 1971-2000, la température annuelle moyenne est de 12 °C, avec une amplitude thermique annuelle de 14,7 °C. Le cumul annuel moyen de précipitations est de 1 016 mm, avec 9,6 jours de précipitations en janvier et 6,8 jours en juillet. Pour la période 1991-2020, la température moyenne annuelle observée sur la station météorologique la plus proche, située sur la commune de Clarac à 9 km à vol d'oiseau, est de 12,5 °C et le cumul annuel moyen de précipitations est de 804,9 mm,. Pour l'avenir, les paramètres climatiques de la commune estimés pour 2050 selon différents scénarios d’émission de gaz à effet de serre sont consultables sur un site dédié publié par Météo-France en novembre 2022.

### Milieux naturels et biodiversité

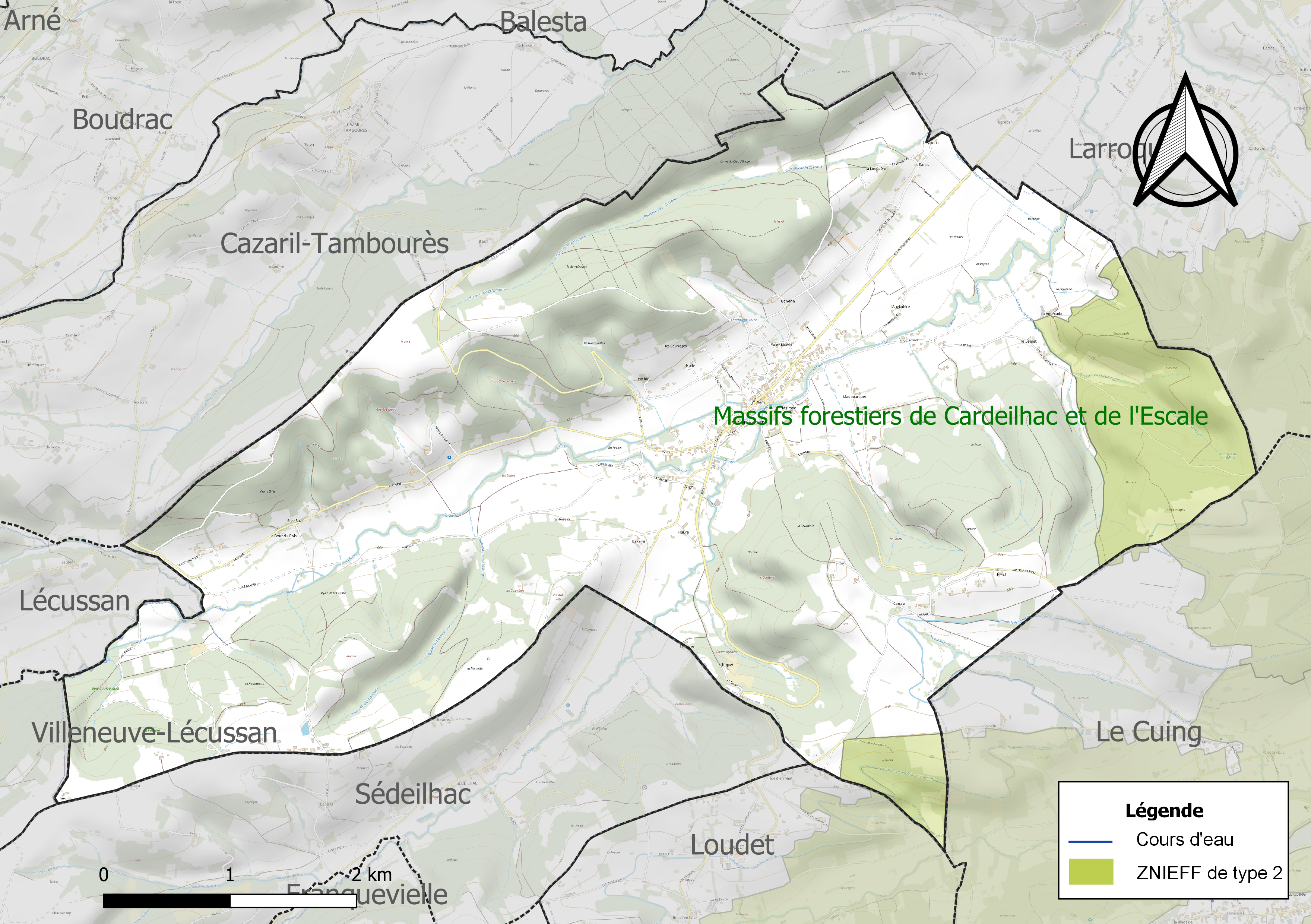
Carte des ZNIEFF de type 2 localisées sur la commune.

L’inventaire des zones naturelles d'intérêt écologique, faunistique et floristique (ZNIEFF) a pour objectif de réaliser une couverture des zones les plus intéressantes sur le plan écologique, essentiellement dans la perspective d’améliorer la connaissance du patrimoine naturel national et de fournir aux différents décideurs un outil d’aide à la prise en compte de l’environnement dans l’aménagement du territoire.
Deux ZNIEFF de type 2 sont recensées sur la commune :
- l'« Amont des bassins de la Louge, de la Save, du Lavet et de la Noue et landes orientales du Lannemezan » (5 833 ha), couvrant 18 communes dont 14 dans la Haute-Garonne et quatre dans les Hautes-Pyrénées[16] ;
- les « massifs forestiers de Cardeilhac et de l'Escale » (1 680 ha), couvrant 6 communes du département[17].

## Urbanisme

### Typologie
Au 1er janvier 2024, Saint-Plancard est catégorisée commune rurale à habitat dispersé, selon la nouvelle grille communale de densité à sept niveaux définie par l'Insee en 2022.
Elle est située hors unité urbaine et hors attraction des villes,.

### Occupation des sols
L'occupation des sols de la commune, telle qu'elle ressort de la base de données européenne d’occupation biophysique des sols Corine Land Cover (CLC), est marquée par l'importance des forêts et milieux semi-naturels (49,2 % en 2018), une proportion sensiblement équivalente à celle de 1990 (49,3 %). La répartition détaillée en 2018 est la suivante : 
forêts (49,2 %), zones agricoles hétérogènes (44,1 %), terres arables (3,6 %), zones urbanisées (3,1 %), prairies (0,1 %). L'évolution de l’occupation des sols de la commune et de ses infrastructures peut être observée sur les différentes représentations cartographiques du territoire : la carte de Cassini (XVIIIe siècle), la carte d'état-major (1820-1866) et les cartes ou photos aériennes de l'IGN pour la période actuelle (1950 à aujourd'hui).

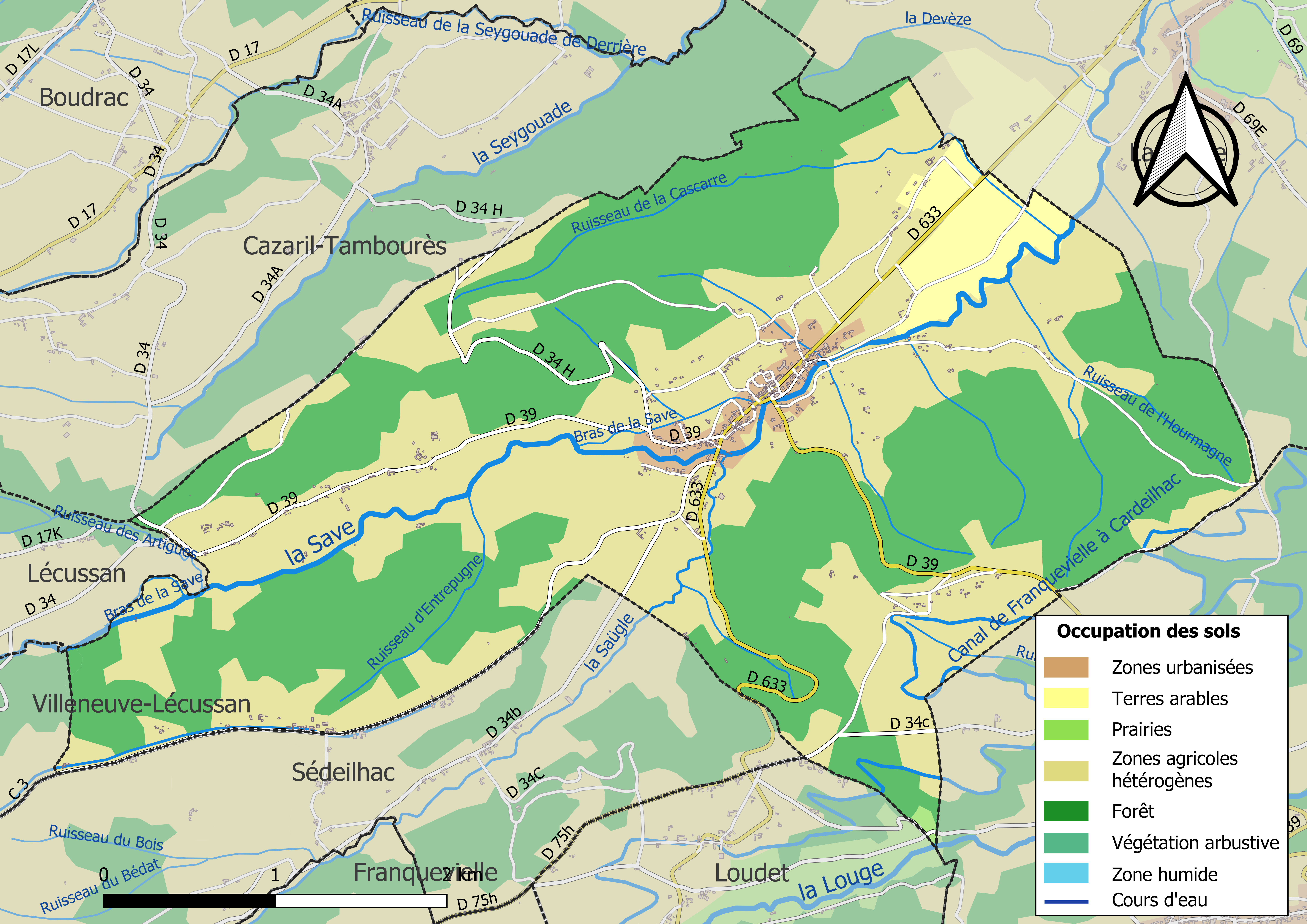
Carte des infrastructures et de l'occupation des sols de la commune en 2018 (CLC).

### Voies de communication et transports
Accès par la route départementale D 633, ancienne route nationale 633, et avec la ligne régulière de transport interurbain du réseau Arc-en-ciel (anciennement SEMVAT).

### Risques majeurs
Le territoire de la commune de Saint-Plancard est vulnérable à différents aléas naturels : météorologiques (tempête, orage, neige, grand froid, canicule ou sécheresse), inondations, feux de forêts et séisme (sismicité modérée). Un site publié par le BRGM permet d'évaluer simplement et rapidement les risques d'un bien localisé soit par son adresse soit par le numéro de sa parcelle.
Certaines parties du territoire communal sont susceptibles d’être affectées par le risque d’inondation par débordement de cours d'eau, notamment le canal de Franquevielle à Cardeilhac. La commune a été reconnue en état de catastrophe naturelle au titre des dommages causés par les inondations et coulées de boue survenues en 1982, 1999 et 2009,.
Un plan départemental de protection des forêts contre les incendies a été approuvé par arrêté préfectoral du 25 septembre 2006. Saint-Plancard est exposée au risque de feu de forêt du fait de la présence sur son territoire du massif de Cardeilhac. Il est ainsi défendu aux propriétaires de la commune et à leurs ayants droit de porter ou d’allumer du feu dans l'intérieur et à une distance de 200 mètres des bois, forêts, plantations, reboisements ainsi que des landes. L’écobuage est également interdit, ainsi que les feux de type méchouis et barbecues, à l’exception de ceux prévus dans des installations fixes (non situées sous couvert d'arbres) constituant une dépendance d'habitation,

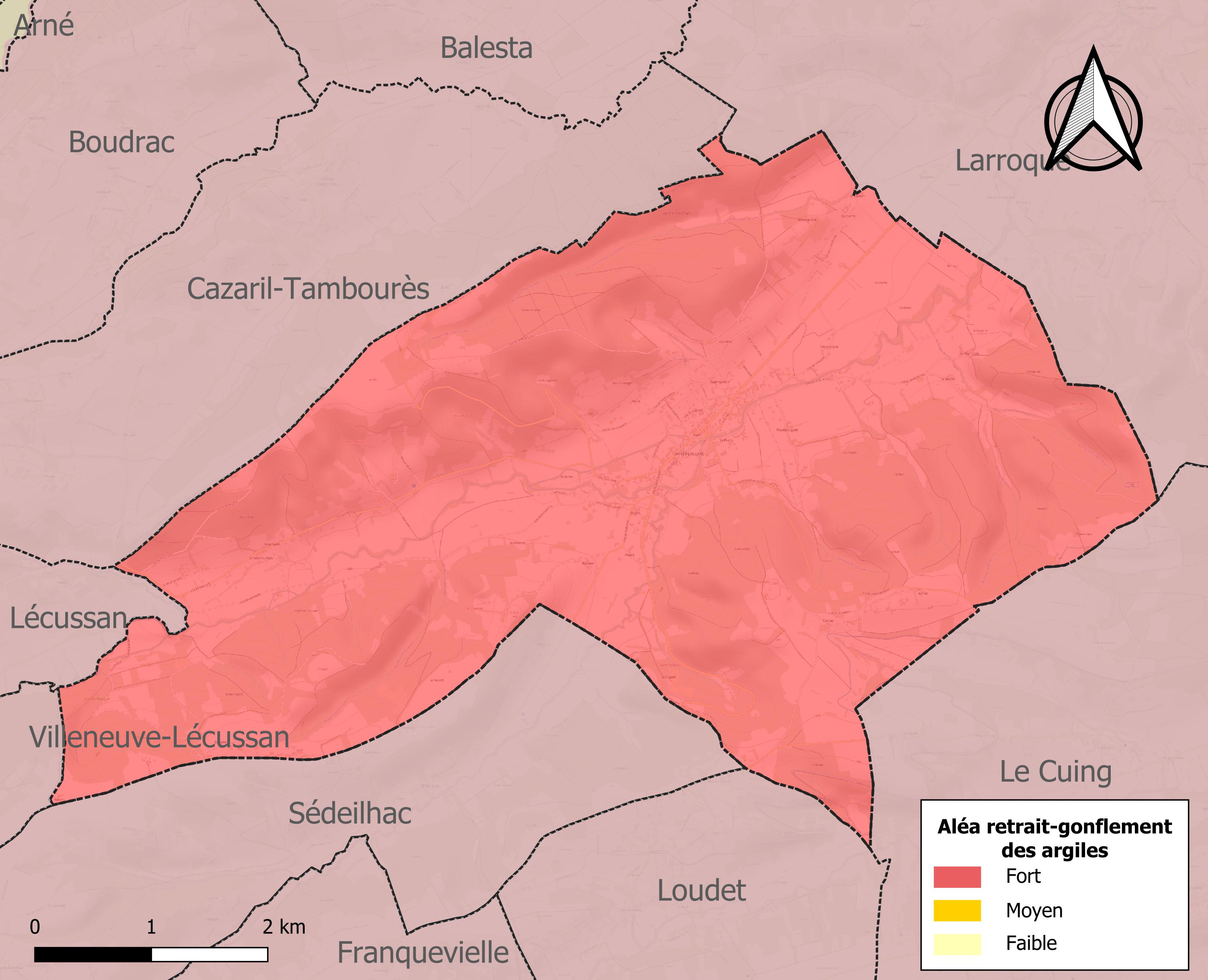
Carte des zones d'aléa retrait-gonflement des sols argileux de Saint-Plancard.

Le retrait-gonflement des sols argileux est susceptible d'engendrer des dommages importants aux bâtiments en cas d’alternance de périodes de sécheresse et de pluie. La totalité de la commune est en aléa moyen ou fort (88,8 % au niveau départemental et 48,5 % au niveau national). Sur les 239 bâtiments dénombrés sur la commune en 2019, 239 sont en aléa moyen ou fort, soit 100 %, à comparer aux 98 % au niveau départemental et 54 % au niveau national. Une cartographie de l'exposition du territoire national au retrait gonflement des sols argileux est disponible sur le site du BRGM,.
Par ailleurs, afin de mieux appréhender le risque d’affaissement de terrain, l'inventaire national des cavités souterraines permet de localiser celles situées sur la commune.
Concernant les mouvements de terrains, la commune a été reconnue en état de catastrophe naturelle au titre des dommages causés par la sécheresse en 1989 et par des mouvements de terrain en 1999.

## Toponymie
Saint-Plancard est une déformation de Saint Pancrace, saint patron de l'église paroissiale. On observe une évolution analogue dans le nom des communes de Saint-Planchers (Manche) et de Saint-Prancher (Vosges), elles aussi dérivées de Saint-Pancrace et dont les habitants s'appellent d'ailleurs les pancraciens.
Durant la Révolution, la commune porte le nom de Vallon-Libre.

## Politique et administration

### Administration municipale
Le nombre d'habitants au recensement de 2017 étant compris entre 100 habitants et 500 habitants, le nombre de membres du conseil municipal pour l'élection de 2020 est de onze,.

### Rattachements administratifs et électoraux
Commune faisant partie de la huitième circonscription de la Haute-Garonne, de la communauté de communes Cœur et Coteaux du Comminges et du canton de Saint-Gaudens (avant le redécoupage départemental de 2014, Saint-Plancard faisait partie de l'ex-canton de Montréjeau). Avant le 1er janvier 2017, elle faisait partie de la communauté de communes Nébouzan-Rivière-Verdun. La commune est également membre du SIVOM de Saint-Gaudens Montréjeau Aspet Magnoac.

### Liste des maires
| Période      | Période       | Identité               | Étiquette | Qualité |
| ------------ | ------------- | ---------------------- | --------- | ------- |
| mars 2001    | décembre 2004 | Georges Cointre        |           |         |
| janvier 2005 | mars 2008     | Marie-Hélène Fontaneau |           |         |
| mars 2008    | mars 2020     | Alfred Mallet          | DVG       | Artisan |
| mars 2020    | En cours      | Marie-Hélène Fontaneau |           |         |

## Population et société

### Démographie
L'évolution du nombre d'habitants est connue à travers les recensements de la population effectués dans la commune depuis 1793. Pour les communes de moins de 10 000 habitants, une enquête de recensement portant sur toute la population est réalisée tous les cinq ans, les populations de référence des années intermédiaires étant quant à elles estimées par interpolation ou extrapolation. Pour la commune, le premier recensement exhaustif entrant dans le cadre du nouveau dispositif a été réalisé en 2006.

En 2022, la commune comptait 395 habitants, en évolution de +7,92 % par rapport à 2016 (Haute-Garonne : +8,02 %, France hors Mayotte : +2,11 %).
| 1793  | 1800  | 1806  | 1821  | 1831  | 1836  | 1841  | 1846  | 1851  |
| ----- | ----- | ----- | ----- | ----- | ----- | ----- | ----- | ----- |
| 1 050 | 1 044 | 1 022 | 1 137 | 1 236 | 1 237 | 1 148 | 1 155 | 1 179 |

| 1856  | 1861  | 1866  | 1872  | 1876  | 1881 | 1886 | 1891 | 1896 |
| ----- | ----- | ----- | ----- | ----- | ---- | ---- | ---- | ---- |
| 1 208 | 1 165 | 1 144 | 1 064 | 1 055 | 955  | 886  | 287  | 263  |

| 1901 | 1906 | 1911 | 1921 | 1926 | 1931 | 1936 | 1946 | 1954 |
| ---- | ---- | ---- | ---- | ---- | ---- | ---- | ---- | ---- |
| 815  | 768  | 735  | 641  | 637  | 623  | 605  | 559  | 541  |

| 1962 | 1968 | 1975 | 1982 | 1990 | 1999 | 2006 | 2011 | 2016 |
| ---- | ---- | ---- | ---- | ---- | ---- | ---- | ---- | ---- |
| 565  | 475  | 401  | 476  | 452  | 372  | 384  | 371  | 366  |

| 2021 | 2022 | - | - | - | - | - | - | - |
| ---- | ---- | - | - | - | - | - | - | - |
| 394  | 395  | - | - | - | - | - | - | - |

| selon la population municipale des années : | 1968 | 1975 | 1982 | 1990 | 1999 | 2006 | 2009 | 2013 |
| Rang de la commune dans le département      | 162  | 202  | 187  | 207  | 242  | 265  | 279  | 294  |
| Nombre de communes du département           | 592  | 582  | 586  | 588  | 588  | 588  | 589  | 589  |

### Enseignement
Saint-Plancard fait partie de l'académie de Toulouse.

### Activités sportives
Football, chasse, randonnée pédestre, pétanque,

## Économie

### Revenus
En 2018  (données Insee publiées en septembre 2021), la commune compte 171 ménages fiscaux, regroupant 337 personnes. La médiane du revenu disponible par unité de consommation est de 18 400 € (23 140 € dans le département).

### Emploi
|                | 2008  | 2013  | 2018  |
| -------------- | ----- | ----- | ----- |
| Commune        | 5 %   | 5,6 % | 6,9 % |
| Département    | 7,7 % | 9,6 % | 9,3 % |
| France entière | 8,3 % | 10 %  | 10 %  |

En 2018, la population âgée de 15 à 64 ans s'élève à 189 personnes, parmi lesquelles on compte 73,3 % d'actifs (66,3 % ayant un emploi et 6,9 % de chômeurs) et 26,7 % d'inactifs,. Depuis 2008, le taux de chômage communal (au sens du recensement) des 15-64 ans est inférieur à celui de la France et du département.
La commune est hors attraction des villes,. Elle compte 48 emplois en 2018, contre 47 en 2013 et 65 en 2008. Le nombre d'actifs ayant un emploi résidant dans la commune est de 131, soit un indicateur de concentration d'emploi de 36,4 % et un taux d'activité parmi les 15 ans ou plus de 42,9 %.
Sur ces 131 actifs de 15 ans ou plus ayant un emploi, 34 travaillent dans la commune, soit 26 % des habitants. Pour se rendre au travail, 84,5 % des habitants utilisent un véhicule personnel ou de fonction à quatre roues, 3,9 % les transports en commun, 7 % s'y rendent en deux-roues, à vélo ou à pied et 4,7 % n'ont pas besoin de transport (travail au domicile).

### Activités hors agriculture
17 établissements sont implantés  à Saint-Plancard au 31 décembre 2019.
Le secteur du commerce de gros et de détail, des transports, de l'hébergement et de la restauration est prépondérant sur la commune puisqu'il représente 41,2 % du nombre total d'établissements de la commune (7 sur les 17 entreprises implantées  à Saint-Plancard), contre 25,9 % au niveau départemental.

### Agriculture
La commune est dans les « Coteaux de Gascogne », une petite région agricole occupant une partie ouest du département de la Haute-Garonne, constitué d'un relief de cuestas et de vallées peu profondes, creusés par les rivières issues du massif pyrénéen, avec une activité de polyculture et d’élevage. En 2020, l'orientation technico-économique de l'agriculture  sur la commune est l'élevage de bovins, pour la viande.
|               | 1988 | 2000 | 2010 | 2020 |
| ------------- | ---- | ---- | ---- | ---- |
| Exploitations | 38   | 25   | 18   | 12   |
| SAU (ha)      | 610  | 541  | 428  | 386  |

Le nombre d'exploitations agricoles en activité et ayant leur siège dans la commune est passé de 38 lors du recensement agricole de 1988  à 25 en 2000 puis à 18 en 2010 et enfin à 12 en 2020, soit une baisse de 68 % en 32 ans. Le même mouvement est observé à l'échelle du département qui a perdu pendant cette période 57 % de ses exploitations,. La surface agricole utilisée sur la commune a également diminué, passant de 610 ha en 1988 à 386 ha en 2020. Parallèlement la surface agricole utilisée moyenne par exploitation a augmenté, passant de 16 à 32 ha.

## Culture locale et patrimoine

### Lieux et monuments
- L'église Saint-Pancrace[40] se situe près du pont enjambant la Save.
- Chapelle Saint-Jean-des-Vignes[41] dans le cimetière construite sur (et avec) les ruines d'un temple gallo-romain. La chapelle datant du XIe siècle et le cimetière sont classés au titre objet des monuments historiques depuis 1946[42],[43].
- Chapelle Notre-Dame-des-Sept-Douleurs datant du XVIIIe siècle, elle est située sur le chemin de Cazaril. Cette chapelle privée a été construite par la famille Save[41].
- Oratoires de la Vierge à l'Enfant.
- La Prade, terrain communal situé au bord de la Save. Pour faire une halte ombragée, pour faire un pique-nique ou pour pêcher dans la rivière de première catégorie (truites, goujons...).
- Monument avec une croix en fer forgé.

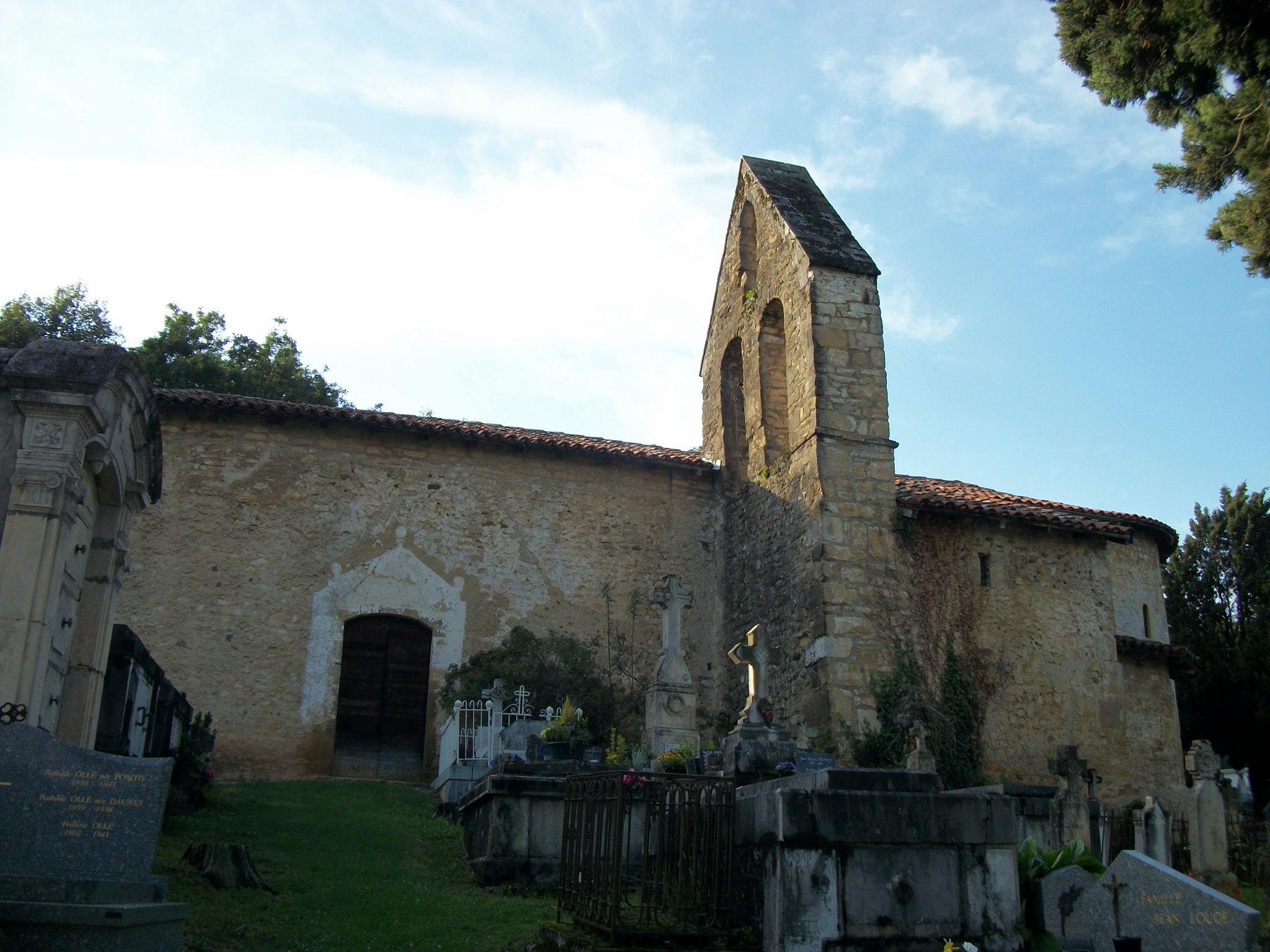
Chapelle Saint-Jean-des-Vignes
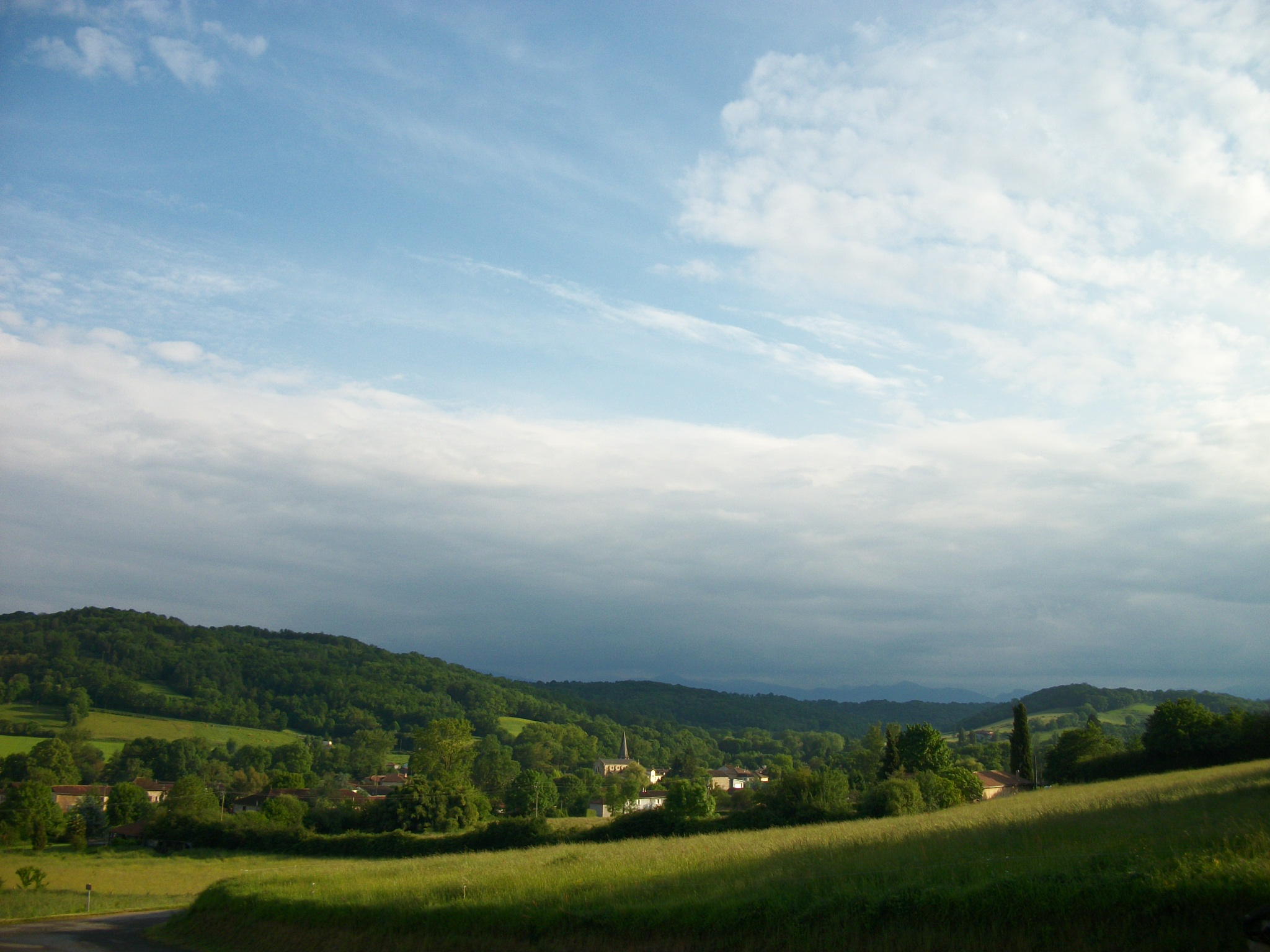
Paysage vu depuis la chapelle Saint-Jean-des-Vignes
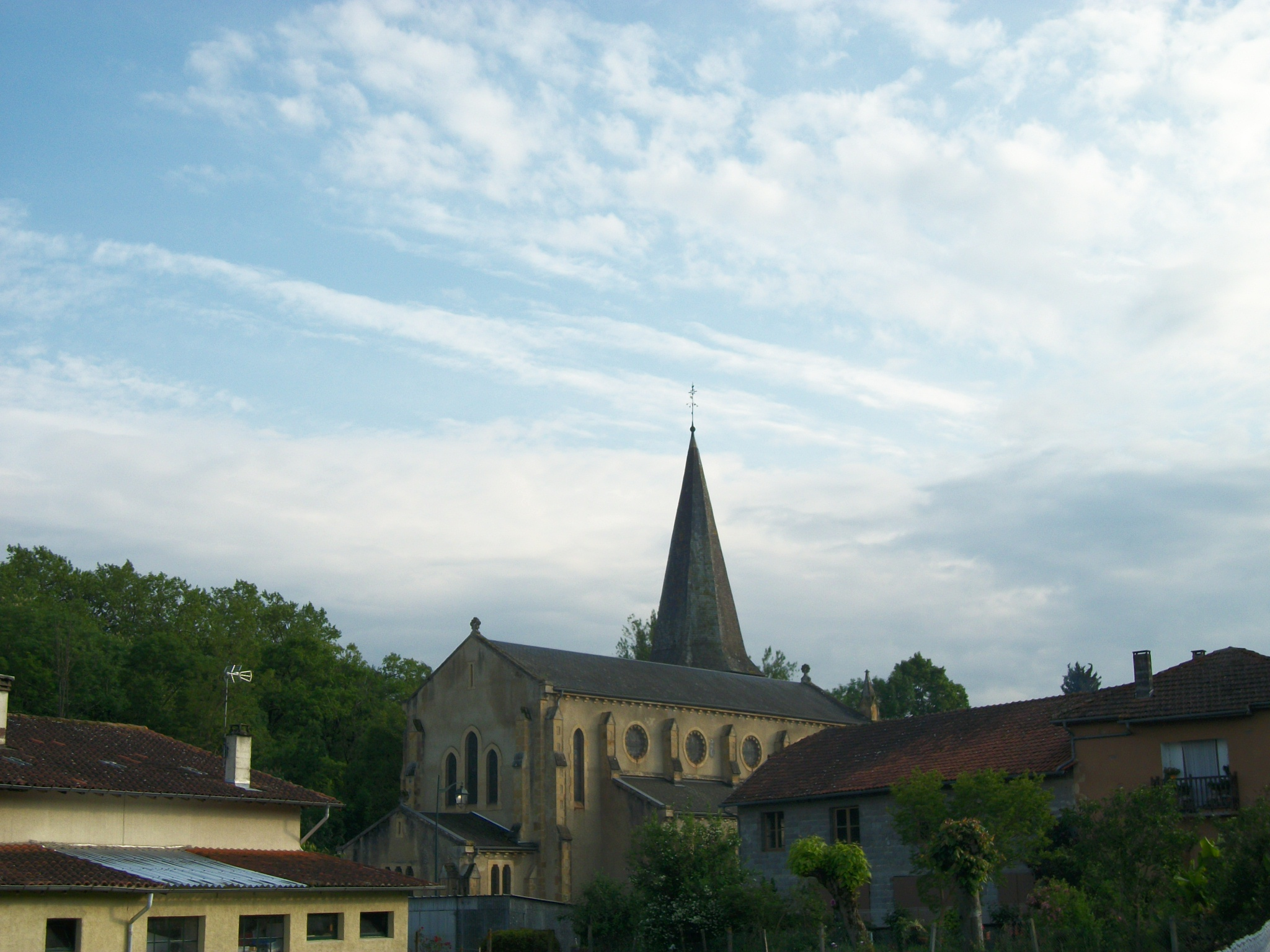
Vue sur l'église
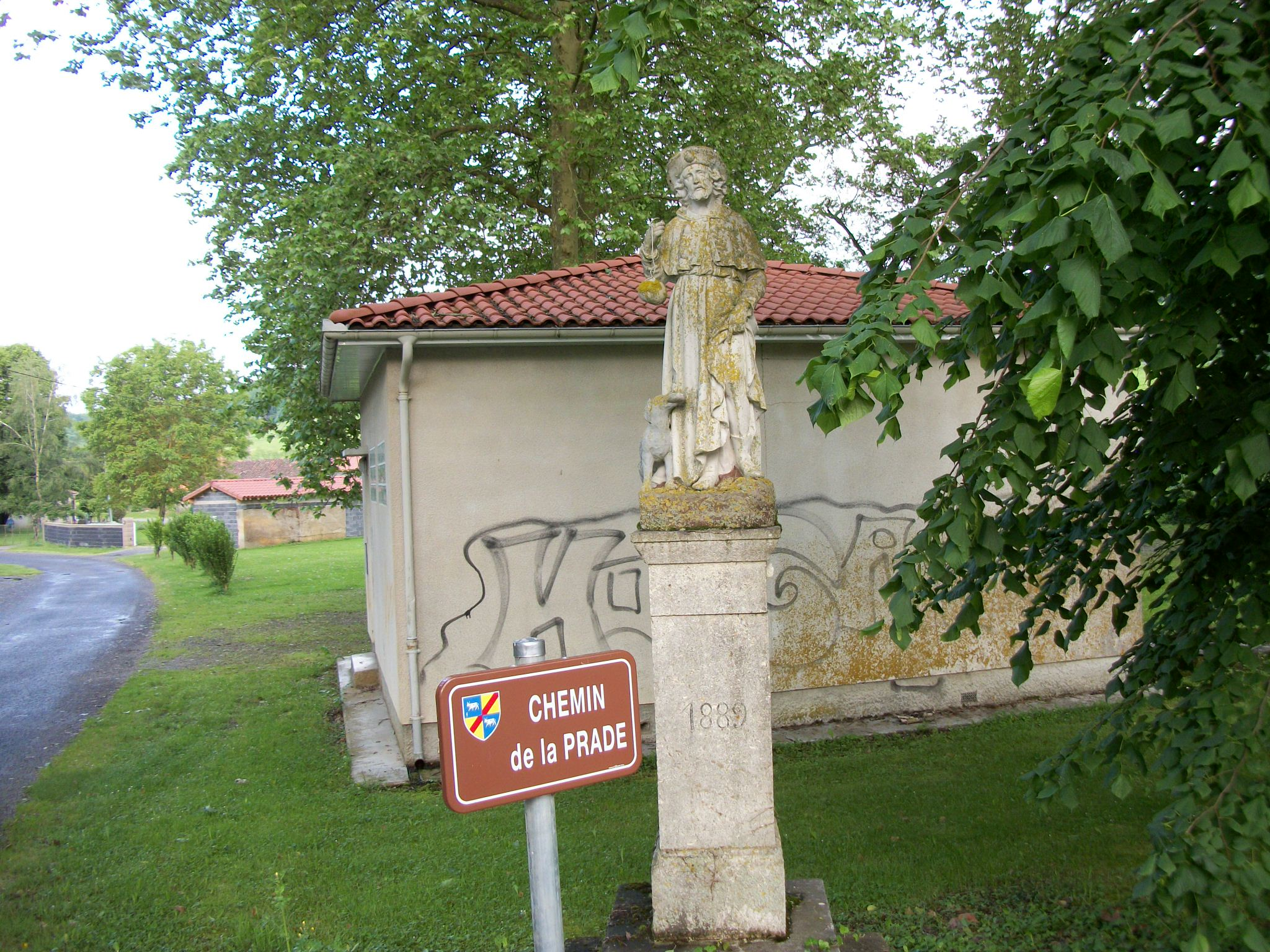
Statue de saint Roch
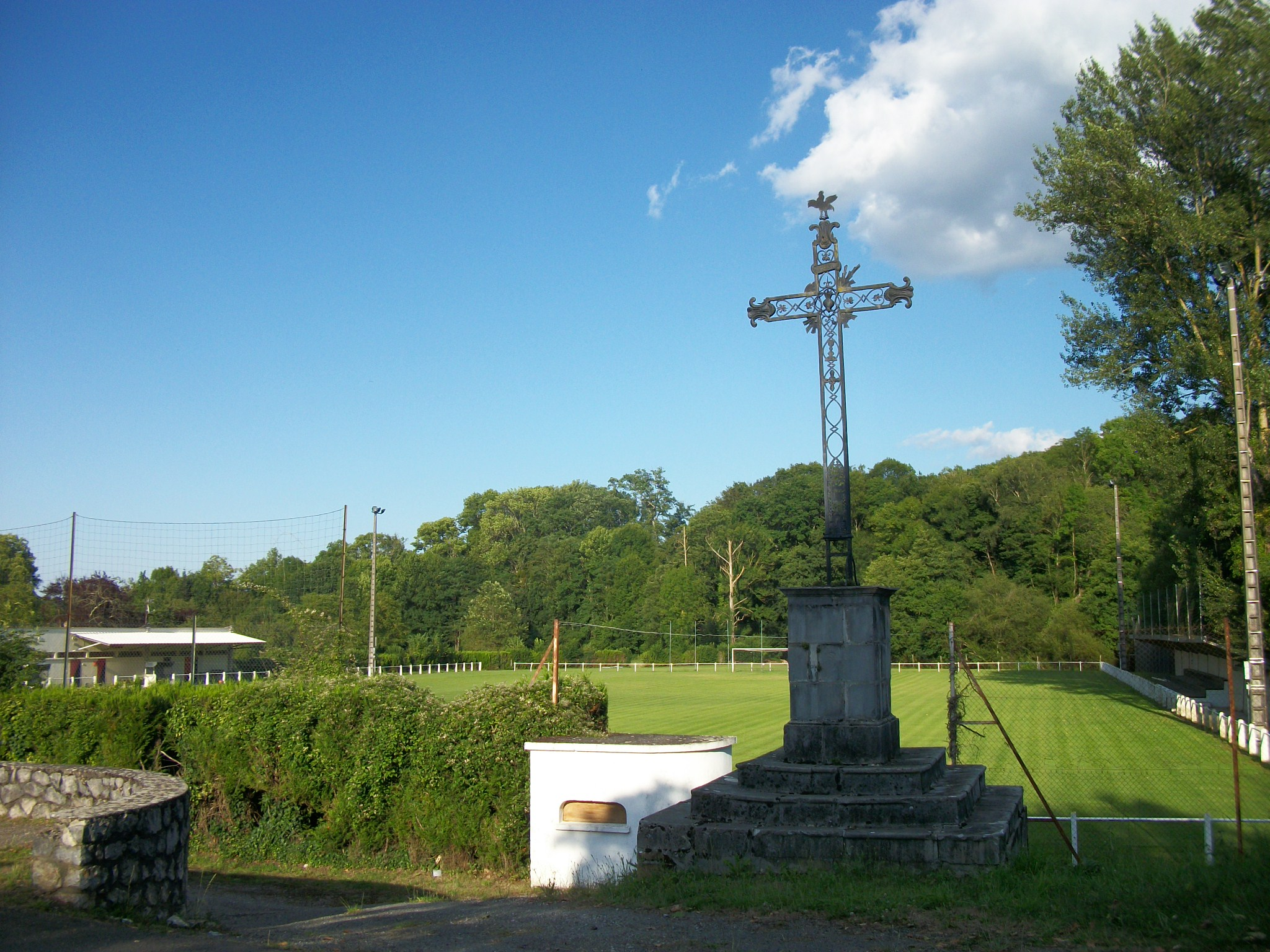
Monument avec une croix en fer forgé. Au centre est représenté le Sacré-Coeur de Jésus, au sommet est placé un coq. En arrière plan, le stade de football
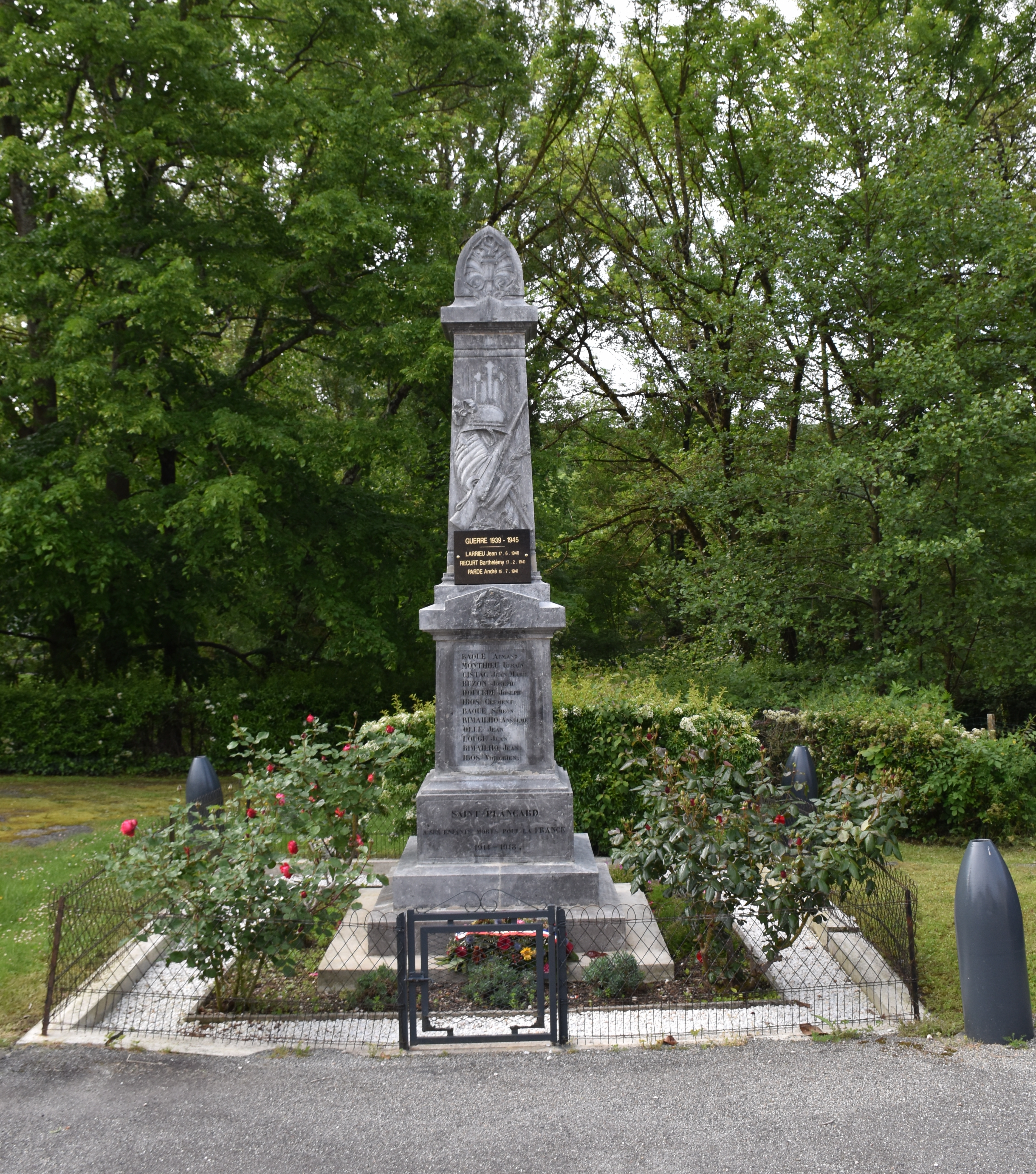
Le monument aux morts.
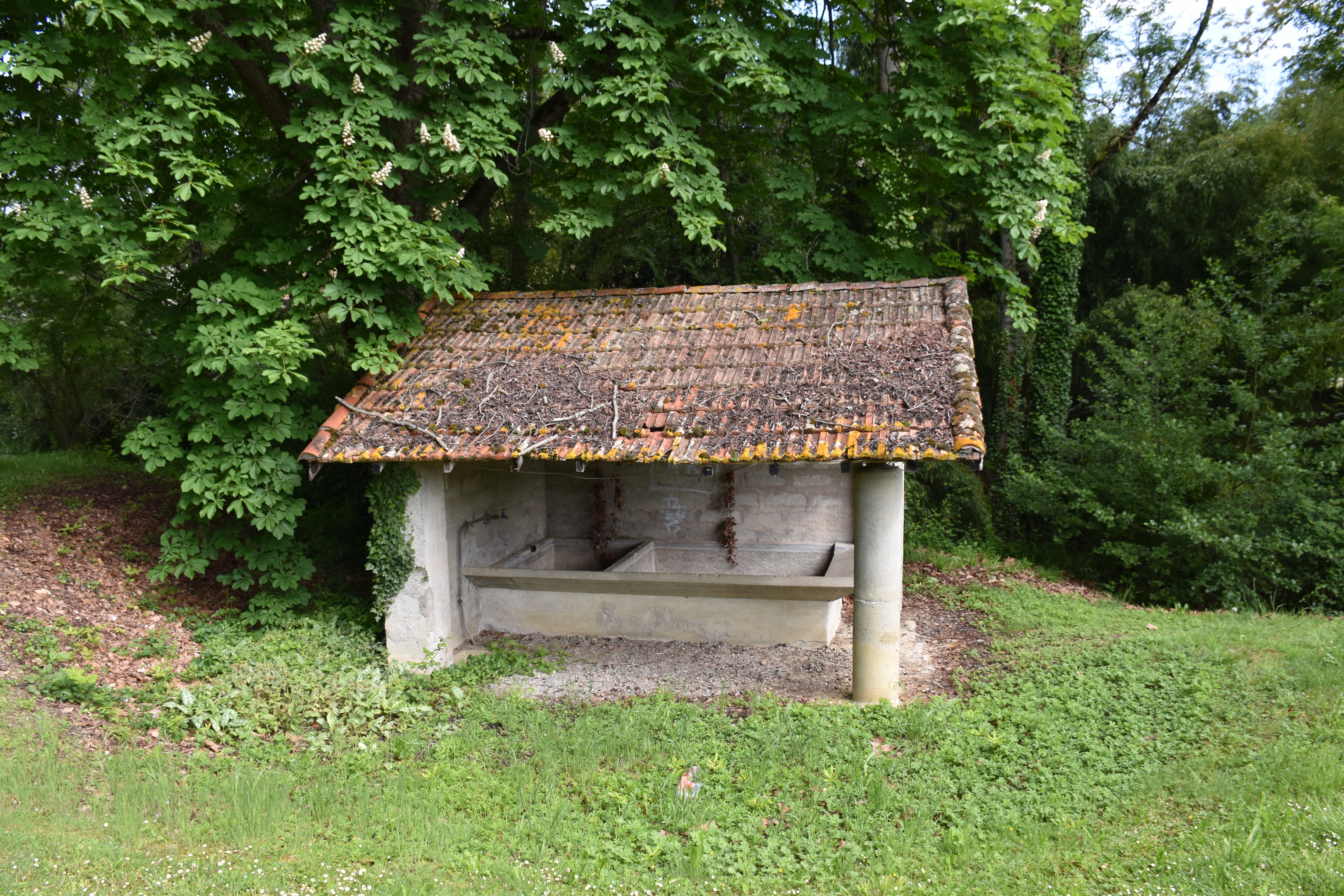
Le lavoir.
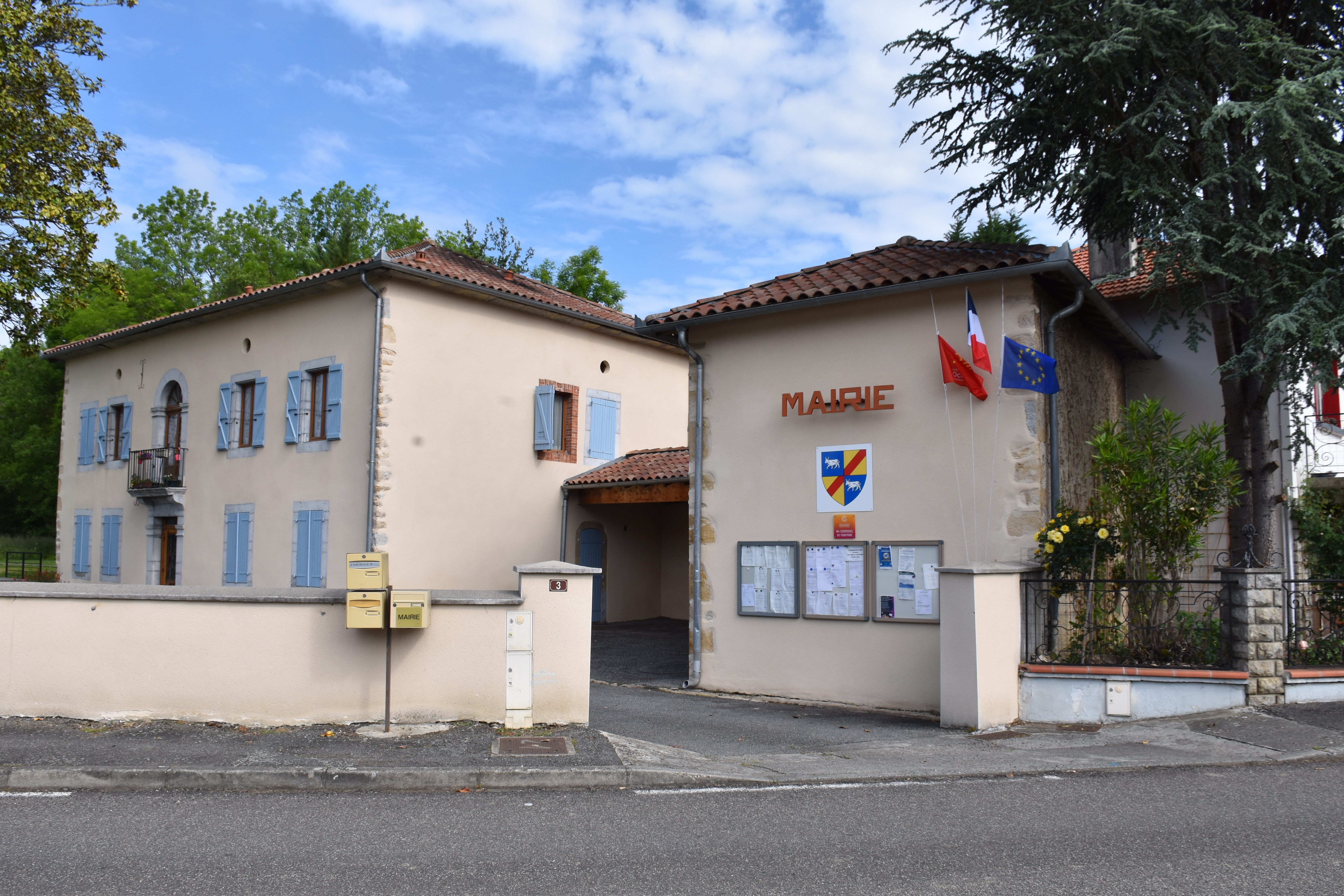
La mairie.
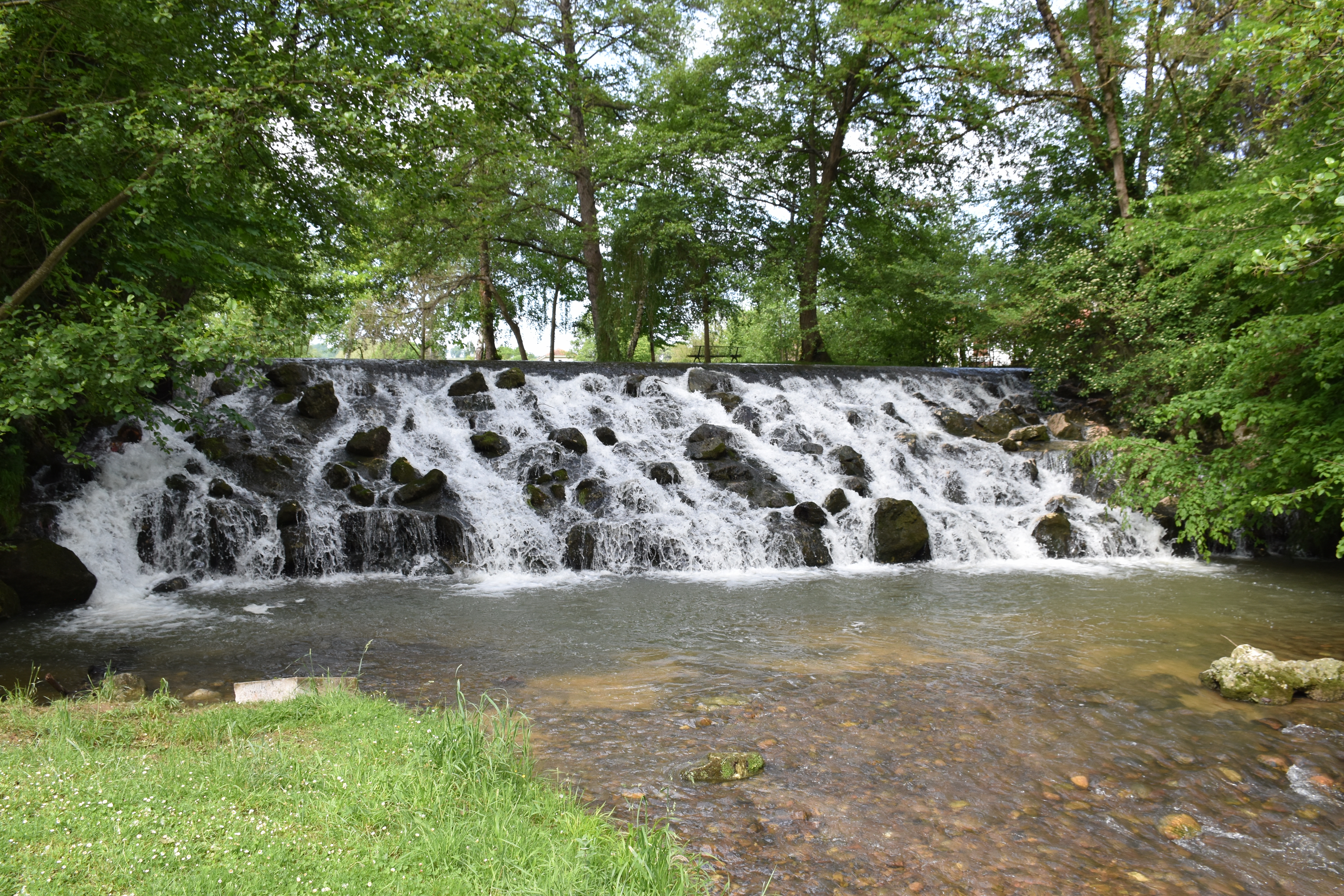
La cassade sur la Save.
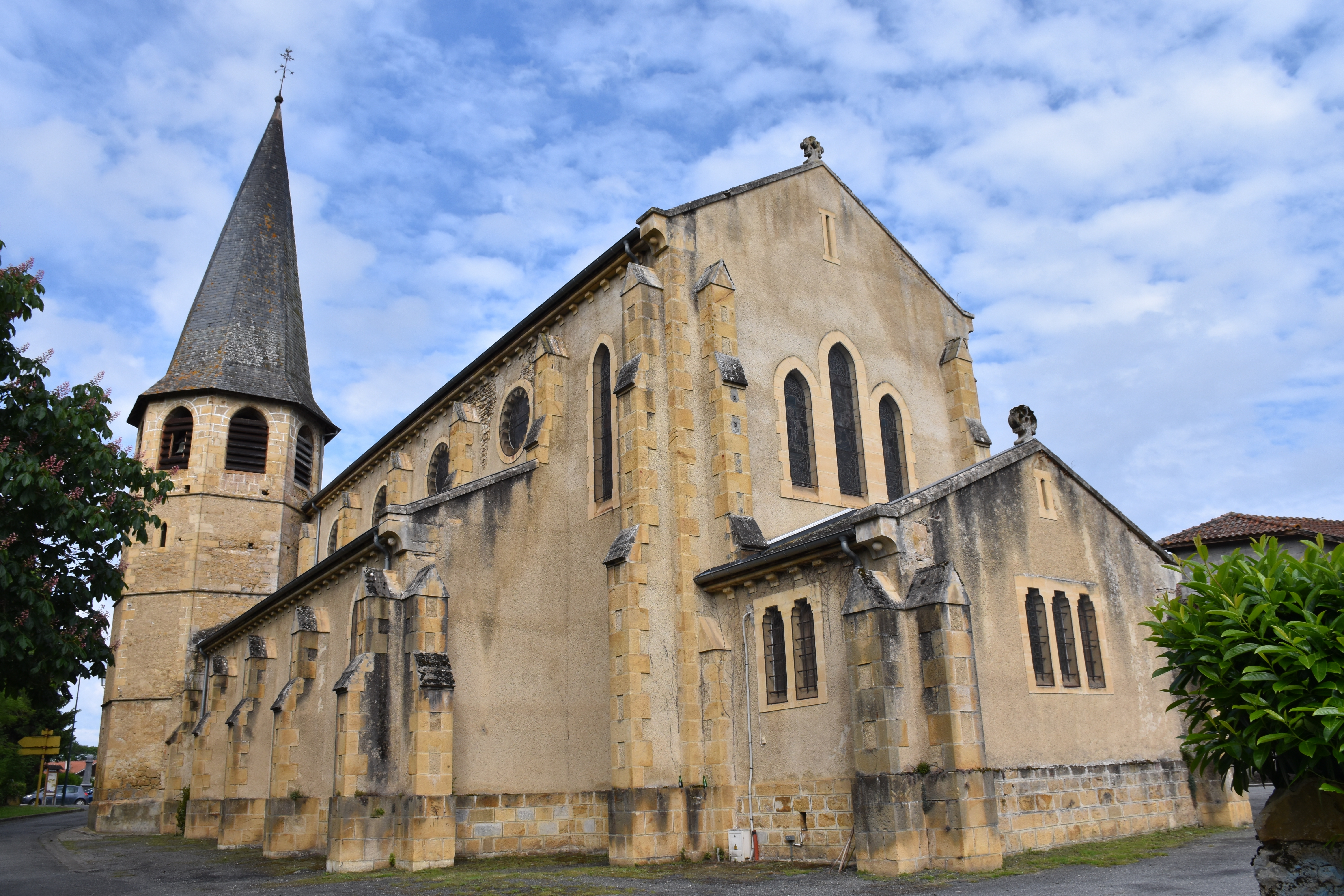
Vue de l'église côté chevet.

### Personnalités liées à la commune
- Georges Fouet (1922-1993), instituteur à Saint-Plancard, archéologue, découvreur des fresques pré-romanes du village.
- Louis Saint-Blancat

### Héraldique
| Saint-Plancard | Son blasonnement est : Écartelé, au premier et au quatrième d'azur à la vache d'argent, au deuxième et au troisième d'or à la barre de gueules. |

## Pour approfondir